# UDBA
UDBA (srbohrvaško Uprava državne bezbednosti, slovensko: Uprava državne varnosti) je bila jugoslovanska tajna policija, ki je po drugi svetovni vojni opravljala podobno vlogo kot NKVD v Sovjetski zvezi.
UDBA je nastala leta 1946, ko je bila OZNA razdeljena na civilni in vojaški oddelek: civilni del – UDBA in vojaška Protiobveščevalna služba (Kontraobavještajna služba, KOS). KOS je bil leta 1955 preoblikovan v Varnostni organ (Organ bezbednosti, OB), UDBA pa leta 1966 v Službo državne varnosti (Službu državne bezbednosti, SDB).
UDBA je v določenem času svojega delovanja, posebej po resoluciji Informbiroja leta 1948, pogosto zapirala (denimo na Goli otok) državljane na podlagi nezadostno utemeljenih obtožb. Nekateri obtoženci so v postopku celo izgubili življenja. UDBA kot jugoslovanska oziroma slovenska politična tajna policija je bila organ za prepoznavanje in sankcioniranje političnih nasprotnikov v nekdanji socialistični Jugoslaviji. Zakon ji je dajal skoraj neomejene pristojnosti, ki so jih udbovci formalno spoštovali. Udba pa je delovala tudi v tujini, kjer takšnih pristojnosti ni imela, zato je delovala tajno. Opravila je niz podtalnih akcij, umorov, izsiljevanj in ugrabitev. Pri tem je uporabljala svoje agente in sodelovala z jugoslovanskimi in tudi tujimi civilisti. UDBA je bila razpuščena leta 1990 z razpadom Jugoslavije. 
Leta 2003 je nekdanji častni konzul na Novi Zelandiji Dušan Lajovic na internetu na naslovu www.udba.net objavil gradivo iz Centralne aktivne evidence, ki je vsebovala podatke o ljudeh, ki so sodelovali s tajno policijo.
Kasneje pa je Lajovic objavil podatke tudi v knjigi z naslovom Med svobodo in rdečo zvezdo. Imena pa so bila okrnjena, izbrisan je namreč ves slovenski politični vrh.